# Knodus dorsomaculatus
Knodus dorsomeculatus é um gênero de peixe, que foi descrito pela primeira vez por Ferreira e Netto-ferreira, em 2010. Knodus dorsomeculatus pertence ao gênero Knodus, e à família Characidae.